# خوراکی شیرین (مجموعه نمایشی)
خوراکی شیرین (به انگلیسی: Sweet Munchies) (کره‌ای: 야식남녀; هانجا: 夜食男女; لاتین‌نویسی اصلاح‌شده: یاشیک نامنیو; lit. زن و مرد میان‌وعده آخر شب) سریالی ساخته ۲۰۲۰ میلادی است که در کره جنوبی تولید و در شبکه جی‌تی‌بی‌سی (JTBC) پخش شده‌است.

## داستان
پارک جین سونگ در رستورانی با شرایطی عجیب و غریب را در اواخر شب برگزار می‌کند. در این رستوران مشتریان فقط نوشیدنی‌های مورد نظر خود را انتخاب می‌کنند اما غذاهای آنها توسط خود پارک جین سون و متناسب با نوشیدنی انتخاب می‌شود. او حتی ظروف غذا را برای مطابقت با نوشیدنی‌های خود انتخاب می‌کند.